# فیات لهستانی ۵۰۸/۵۱۸

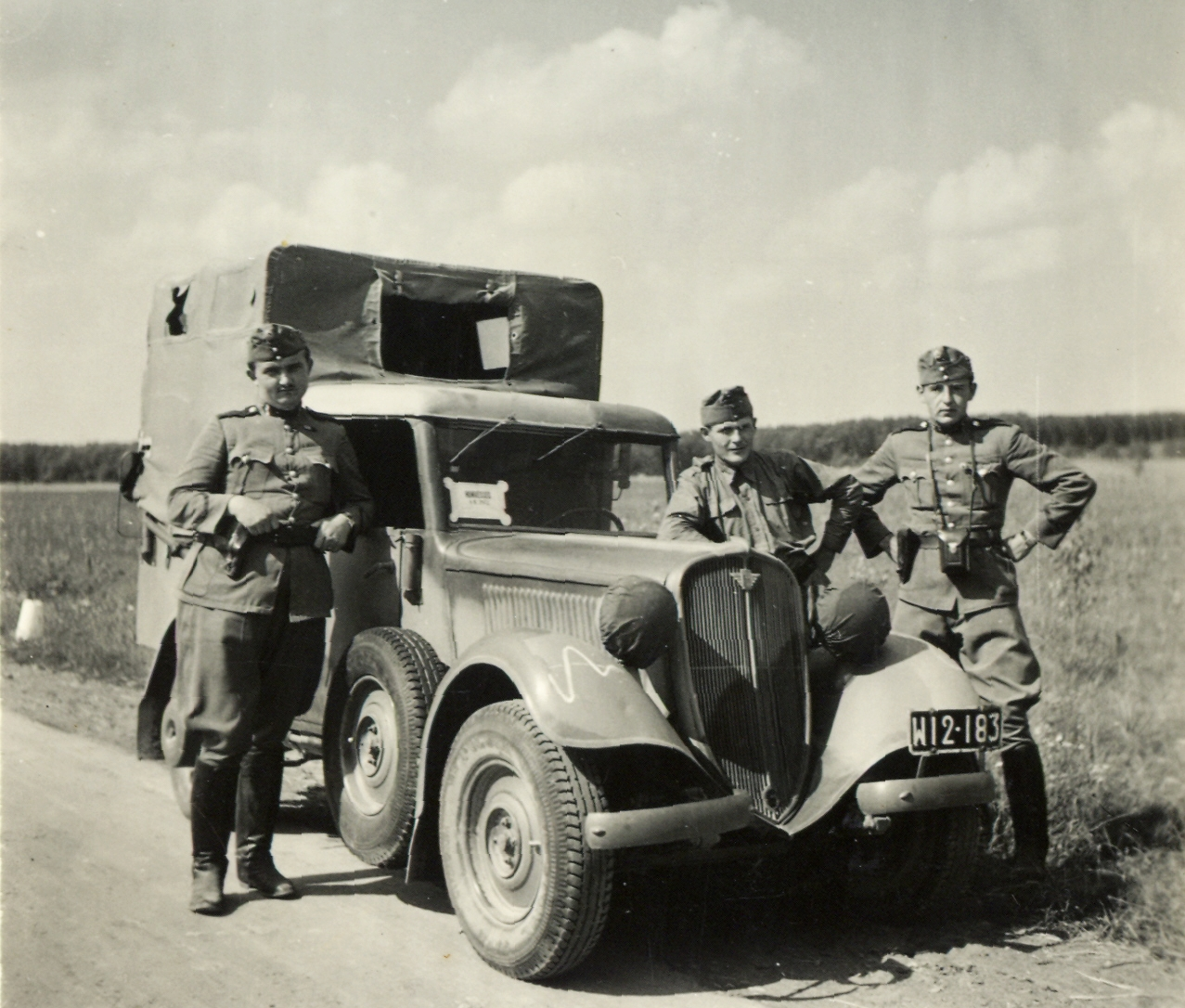
یک نمونه از این خودرو پس از فرار نیروهای لهستانی به مجارستان در سپتامبر ۱۹۳۹ به همراه سربازان مجارستانی در کنار آن

فیات لهستانی ۵۰۸/۵۱۸ یک کامیون و خودرو کششی توپخانه سبک بود که توسط کارخانه مهندسی ملی با ترکیبی از قطعاتی دو خودرو فیات ۵۰۸ و فیات ۵۱۸ ساخته شد. این خودرو در نمونه‌های بسیار متنوعی از کامیون سبک گرفته تا نمونه پیک آپ تولید گشت.